# サンシキスミレ
サンシキスミレ、又はサンショクスミレ (三色菫) は、一年生もしくは短命な多年生の野草。園芸種であるパンジーの原種の一つで、それゆえ数多くある英名の一つにワイルドパンジーの別名があり、その名で呼ばれることもある。園芸種が今日のように洗練され広く植栽される以前は、パンジーと云う語は当種を指した。

## 分布
ヨーロッパに広く分布する。北米にも移入されて広まり、ジョニー・ジャンプ・アップ johnny jump up の名で親しまれているが、黄花を咲かせる近縁種もこの名で呼ばれることがある。日本には移入されておらず，野外逸出もしていないが、かつて園芸種のパンジーの和名にこの名が用いられたので，年配者はパンジーをこの名で呼ぶことがある。なお現在ではパンジーと本種は別種に扱われている。

## 生態
匍匐性の茎を有し、花径は1.5 cmほど、草丈は高くても15 cm程度である。ただし他の植物に寄りかかることで1 mぐらいの丈にまで伸びることがある。自生地は農場や荒れ地など刈り込まれた草原であり、酸性もしくは中性土壌の半日陰の場所を好む。開花期は4月から9月までと長く、花色は紫、青、黄、白など様々である。両性花であり、自家受粉もする。他花受粉の場合はミツバチが花粉を媒介する。

## 分類
- V. t. ssp. curtisii
- V. t. ssp. saxatilis
- V. t. ssp. tricolor - 基亜種
- V. t. ssp. hortensis - パンジー Viola X wittrockiana のシノニムであり，現在は別種扱いされている。

3変種に分類することもある。
- V. t. var. maritima
- V. t. var. polychroma
- V. t. var. tricolor

## 成分
サンシキスミレは、スミレ属植物に多く見られるシクロチド含有植物の1つである。これらの小さなペプチドは、そのサイズおよび構造に由来する高い安定性から新薬開発に極めて有用であるとわかっている。本種から発見された数多くのシクロチドは細胞毒性を有し、その特性を生かし抗がん剤に使えるのではないかと考えられている。
植物本体からの抽出物は抗菌性を示し、また誘導急性炎症の雄ラットに抗炎症作用を示した。
植物本体、中でも花には抗酸化物質が豊富に含まれており、食用にもできる。さらに植物本体からはアピゲニン、クリソエリオール、イソラムネチン、ケンフェロール、ルテオリン、ケルセチン及びルチンといったアグリコンが見つかっている。
採取したばかりのビオラ・デクリナータ Viola declinata とサンシキスミレには、おおよそで以下の各成分が含まれている。
- サポニン (4.40%)、
- 粘質物 (10.26%)、
- 総カロテノイド (β-カロチン表現で、植物体 100 gにつき 8.45 mg)[10]。

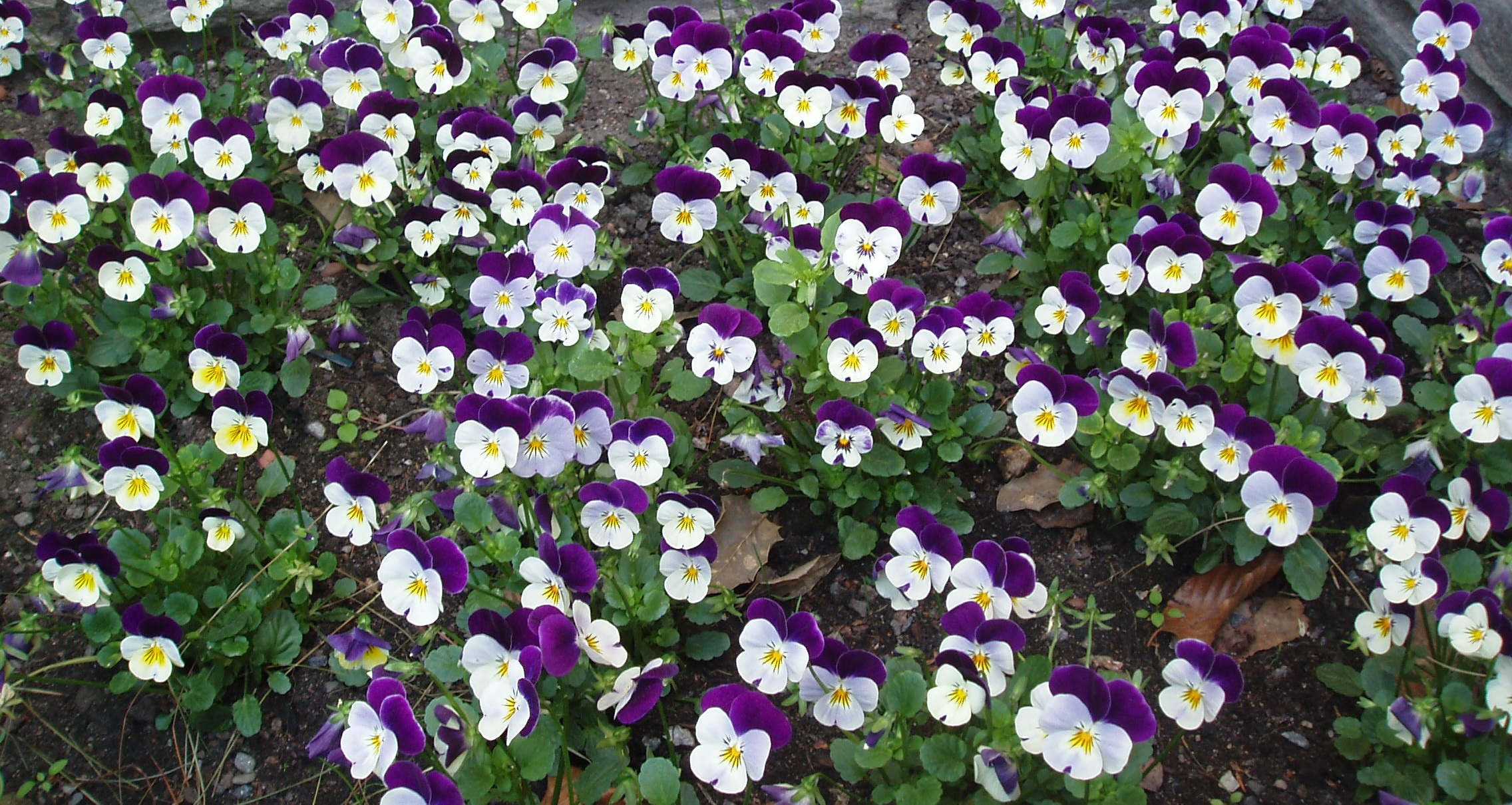
サンシキスミレで構成された花壇 (ノルウェー)
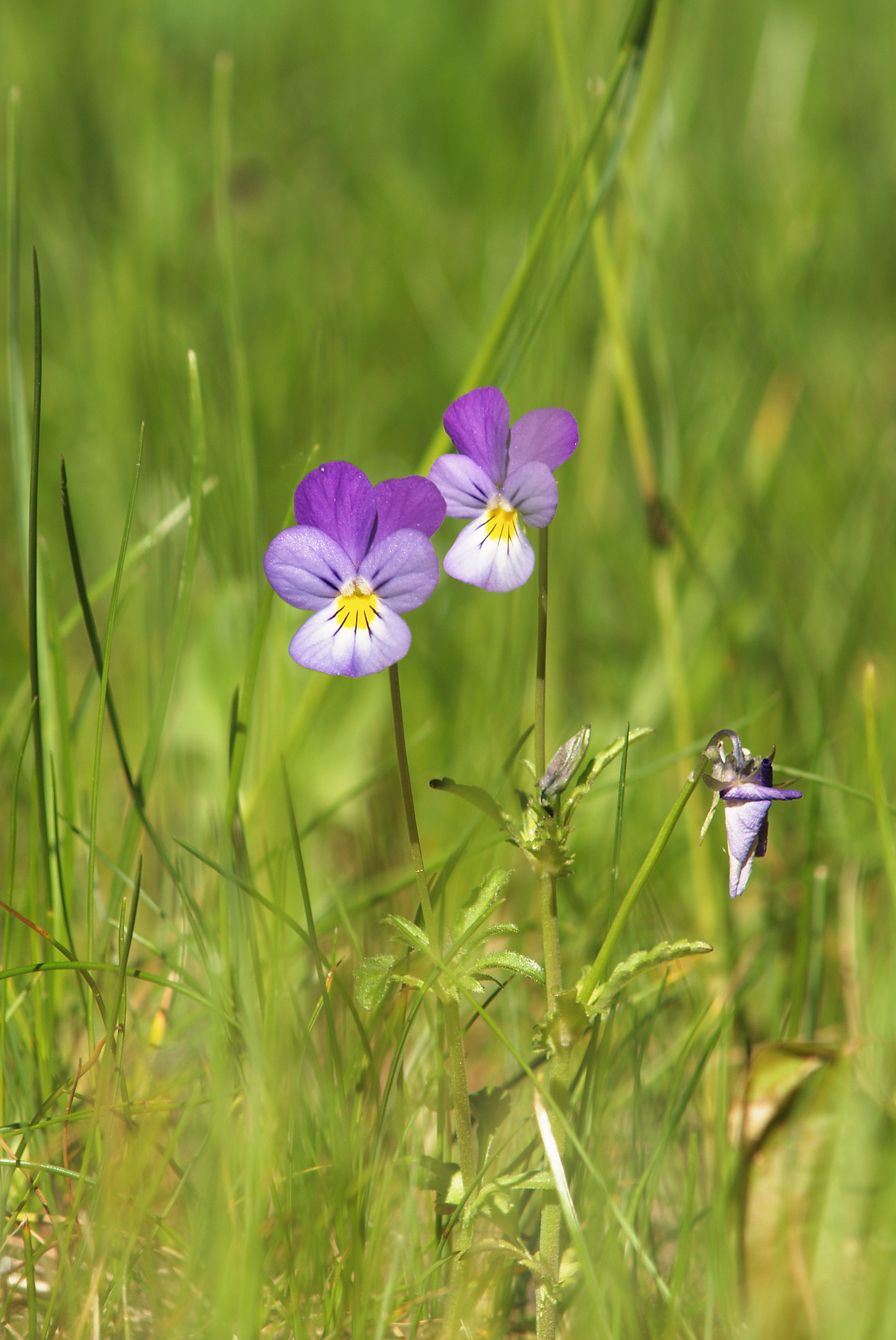
サンシキスミレ

## 人間との関係
数ある英名の一つである heartsease の名にちなみ、長らく失恋の悲しみ (heartbreak) を癒す特効薬であるといわれ続けた歴史を有する。他にもてんかん、ぜんそく、皮膚病、湿疹に効くとされた。失恋に効くかどうかはともかく、気管支炎、ぜんそく、および感冒の症状のような呼吸器系疾病の民間療法において薬に用いられた歴史はあり、また去痰特性も有することから、気管支炎や百日ぜきなどの肺疾病の治療に使用されている。利尿効果も見られ、リウマチや膀胱炎の治療への臨床適用が期待されている。実用用途としては、かつて花は黄、緑、青緑の化学染料を製造するのに使用された。一方で葉は酸塩基指示薬の製造に使用される。

## 文学での扱い
園芸種のパンジーが市場に出回る以前、またの名をパンジーとされた本種は、しばしばその花言葉 (フランス語のパンセ "pensee" 物思い) と関連付けられた。ゆえにウィリアム・シェイクスピアのハムレットに登場するオフィーリアが口にする台詞 "There's pansies, that's for thoughts" (これはパンジー、物思いの徴) のパンジーについて、シェイクスピアの念頭には園芸種ではなく本種があった。
シェイクスピアは、戯曲夏の夜の夢の作中にて、さらに重要な役割をサンシキスミレに担わせている。妖精の王オベロンは、乙女らが"love-in-idleness"「徒なる恋」と呼ぶ「西方に咲く小さな花」を手下の妖精パックに集めるために遣わす。「西の玉座に君臨する美しき処女 (おそらくはエリザベス1世のこと)」を狙い、キューピッドの弓から放たれた矢はオベロンの計略によりそらされ「それまでは乳白色だったが、矢から受けた恋の傷で今では深紫に変わってしまった花」を持つ植物に落された。「帝権に魅入られし婦人」は、「恋を知らぬまま」、決して恋に陥ることのない運命を定められる一方で，「恋煩いの花」の絞り汁は、いまやオベロンの意図のまま「眠りについた者のまぶたに塗られたら、目覚めて初めて見たそれが、男であれ女であれ、激しく溺愛する」媚薬と化す。この魔力を備えたオベロンとパックは、シェイクスピア劇にはつきものの派手さと滑稽さの演出を引き立たせ、劇中に登場する様々な人物の運命を動かす。